# Islas Gambier
Las islas Gambier y alternativamente islas Mangareva (en francés: Îles Gambier, Archipel des Gambier) son un archipiélago de la Polinesia Francesa situado al sureste del archipiélago Tuamotu. En ocasiones también se llaman islas Mangareva, ya que es la única isla habitada. Posee una población de 1592 habitantes según datos de 2017.

## Historia

### Historia pre-europea
El etnólogo Kenneth P. Emory, del Museo Bishop de Honolulú, supuso que las islas Gambier, al igual que las demás islas de la Polinesia Oriental, fueron colonizadas desde las Marquesas. Sin embargo, en la actualidad es más probable que el asentamiento se originara en las islas de la Sociedad, alrededor del año 1000 d. C.
Existen pruebas arqueológicas de que las islas de Mangareva, Taravai, Agakauitai, Akamaru, Aukena y Kamaka fueron colonizadas por polinesios en tiempos protohistóricos. La forma social era una sociedad tribal estrictamente estratificada, con constantes guerras entre clanes, escasez intermitente de alimentos y canibalismo no desconocido. Hay pruebas de que, poco antes de la influencia europea, se estaba produciendo una agitación que llevó a la agitación y la guerra civil entre las clases sociales. Esta agitación social puede haber facilitado en gran medida la conquista del archipiélago por el rey Pomaré II de Tahití a principios del siglo XIX. Hasta la segunda mitad del siglo XIX, el archipiélago permaneció en la esfera de influencia de la dinastía real Pomaré de Tahití.

### Exploración y Colonización Europea
Las islas Gambier fueron descubiertas para Europa en 1797 por James Wilson, capitán del barco Duff de la Sociedad Misionera de Londres, que había partido de Gran Bretaña para realizar labores misioneras en Tahití, Tonga y las Marquesas. Bautizó las islas con el nombre de su modelo, el hugonote James Gambier, que había apoyado económicamente la expedición.

En 1825, el británico Frederick William Beechey llegó a las islas Gambier con su barco HMS Blossom durante un largo viaje de exploración al Pacífico y al Ártico de Norteamérica. 

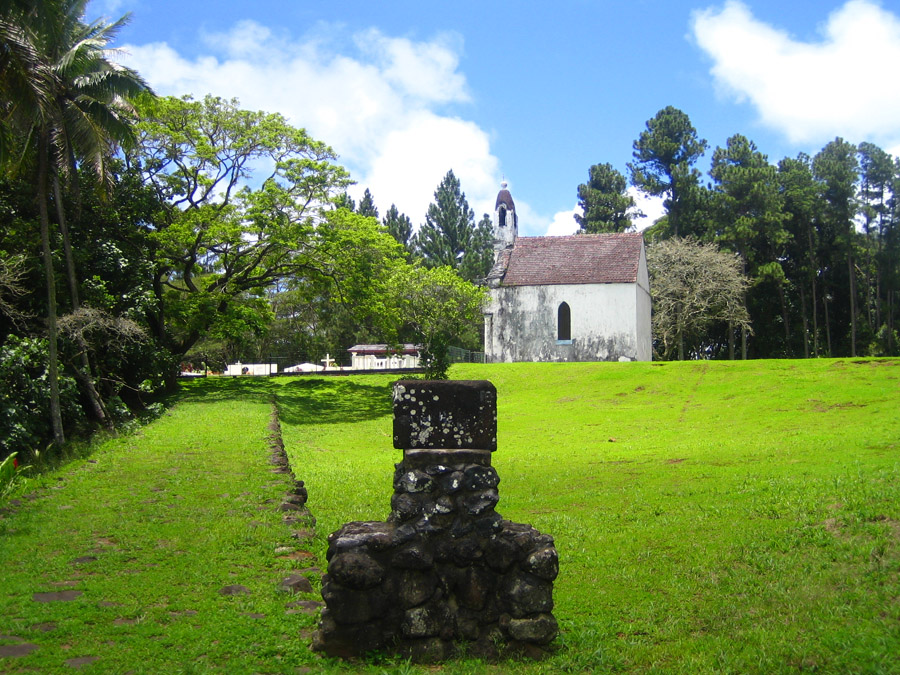
Capilla católica de San Pedro, Rikitea, donde están enterrados el rey Joseph Gregorio y su padre Maputeoa.

En 1834 llegaron a las islas los misioneros de la Congregación de los Sagrados Corazones Honoré Laval y François Caret, para fundar la primera misión católica en la Polinesia, luego del fracasado intento de los españoles en Tahití en el año 1775. Los dos sacerdotes acabaron siendo protagonistas de la unión francesa de Tahití.  Al principio, el rey Maputeoa, último rey de Mangareva, se resistió, pero después de atribuir la recuperación de una grave enfermedad al nuevo dios, se sometió cada vez más a la influencia de los misioneros cristianos y se bautizó en 1836. 
Primero con la aquiescencia y después con el apoyo activo del gobernante, los picpusianos desplegaron un amplio programa de desarrollo para las islas. Animados por el éxito, después de bautizar a toda la población de las Gambier, se trasladaron a Tahití en el año 1836. En esta isla, desde la expedición de Wilson, había una misión protestante liderada por Pritchard, que además era cónsul británico y consejero de la reina Pomare Vahine. Pritchard logró expulsar a los misioneros católicos, provocando un conflicto diplomático. Francia envió al almirante Dupetit-Thouars para intentar remediar el asunto. El almirante acabó estableciendo un protectorado, y más tarde la anexión de Tahití.
Mientras tanto, las islas Gambier sufrieron un fuerte terremoto y un tsunami en 1837. Laval y Caret regresaron al archipiélago e implantaron un régimen teocrático. Pero, de manera destacada, enseñaron a los habitantes de las islas a leer y escribir, y los protegieron de los comerciantes europeos y de los balleneros. Según una frase del padre Laval, la «civilización lleva hasta la satisfacción». 
Por otra parte, el celo religioso les llevó a sustituir sistemáticamente todos los ídolos y templos, y en su lugar mandaron construir más de un centenar de edificios de piedra: iglesias, capillas, conventos, seminarios, cementerios, vicarías, arcos del triunfo. Solo en la catedral de San Miguel, en Mangareva, cabían más de 2.000 personas. La población, que era de más de 2.000 habitantes cuando se fueron Laval y Caret, descendió hasta 500 habitantes a finales del siglo XIX debido a las enfermedades y, la emigración.  Muchos trabajadores fueron enviados desde Mangreva a Tahití para construir la catedral de Papeete en 1856.
El reclutamiento de mano de obra para los proyectos a gran escala despobló las islas Gambier, más pequeñas, y condujo según algunas fuentes a la hambruna, ya que se descuidó la adquisición diaria de alimentos. Esto y la propagación de enfermedades infecciosas hasta entonces desconocidas provocaron la indigencia y un drástico descenso de la población. Por otra parte, los misioneros suprimieron las constantes guerras tribales, así como los sacrificios humanos y combatieron el canibalismo.
El gobernador francés de Tahití se mantuvo al margen y observó las acciones en las islas durante muchos años. Sólo cuando las quejas de los empresarios y los barcos mercantes se hicieron más frecuentes, intervino. El padre Laval tuvo que abandonar Mangareva en 1871 a instancias del obispo de Tahití, Florentin Etienne "Tepano" Jaussen. Murió el 1 de noviembre de 1880 y fue enterrado en Tahití.
En 1881, Francia asumió la administración de las islas. Hoy forman parte del territorio de ultramar de la Polinesia Francesa.

### A partir delsigloXX
El estacionamiento de personal militar en las islas Gambier para las pruebas de armas nucleares francesas en el atolón de Mururoa, a unos 400 km de distancia, provocó un auge económico temporal entre los años 1960 y 1980. La pista de 2.000 metros de Motu Totegegie, frente a Mangareva (ID OACI: NTGY; tan larga como la del aeropuerto de Dortmund), que ahora es de uso civil, fue construida por las Fuerzas Aéreas francesas en 1967 y 1968.
Las pruebas probablemente también tuvieron efectos secundarios desagradables. La lluvia radiactiva probablemente provocó un aumento de la tasa de cáncer entre los habitantes de las islas Gambier. Se recogieron datos al respecto, pero han permanecido en secreto hasta ahora. En Mangareva, los militares franceses construyeron un refugio en forma de búnker donde los habitantes debían refugiarse durante las pruebas de armas nucleares. El búnker sigue en pie hoy en día. Hasta finales de la década de 1980, las islas Gambier sólo podían visitarse con un permiso especial de las autoridades militares francesas.

## Geografía

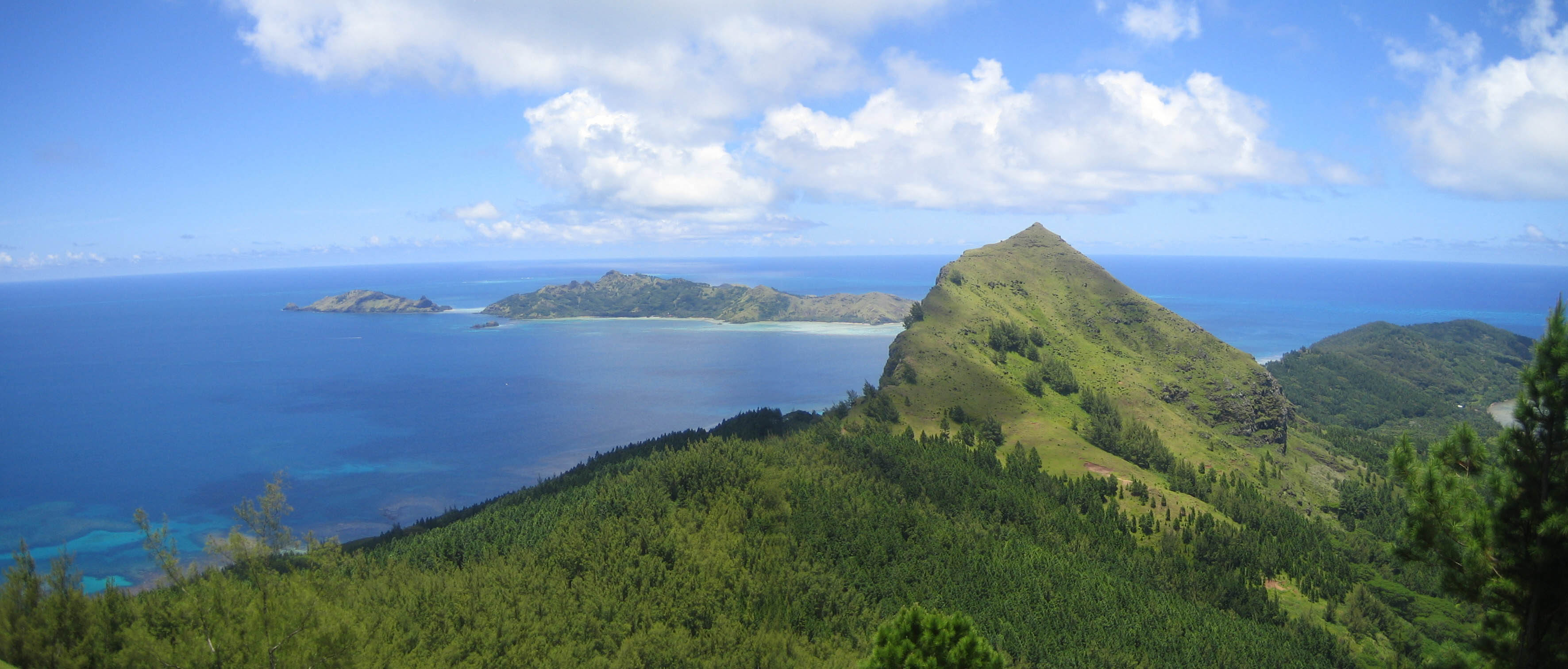
Foto panorámica del Monte Mokoto, Islas Gambier

Las islas Gambier forman parte del distrito Tuamotu-Gambier, y a pesar de que son una prolongación del archipiélago Tuamotu, se le considera un archipiélago aparte, ya que las islas Gambier son de origen volcánico y las Tuamotu no. Además, cultural y lingüísticamente están más unidas a otras islas, como las islas Australes o las islas Cook meridionales.
Están formadas por cuatro islas (Mangareva, Taravai, Akamaru y Aukena), y varios islotes distribuidos por la zona. La superficie total es de 31 km². La vegetación es tropical, con bananos y cocoteros.
El punto más alto de las islas es el Monte Duff, situado en la isla de Mangareva, a una altitud de 441 metros. Al pie de ese monte se encuentra Rikitea, la villa principal del archipiélago, ya que la isla de Mangareva es la única habitada. Rikitea, en el censo del 2017, tenía una población de 1.592 habitantes. La economía se basa en el cultivo de café, naranjas, y sandías, además de cultivar perlas, produciendo también perlas negras.
Mangareva es la capital de comuna de las Islas Gambier, y dispone de varias islas deshabitadas al sur de las Tuamotu: el Grupo Acteón, Marutea Sur, María Este, y Morane.
El pico más alto de las islas (441 metros sobre el nivel del mar), el monte Duff, fue llamado así por el explorador James Wilson en 1797 debido al nombre de su barco "The Duff''.

### Clima

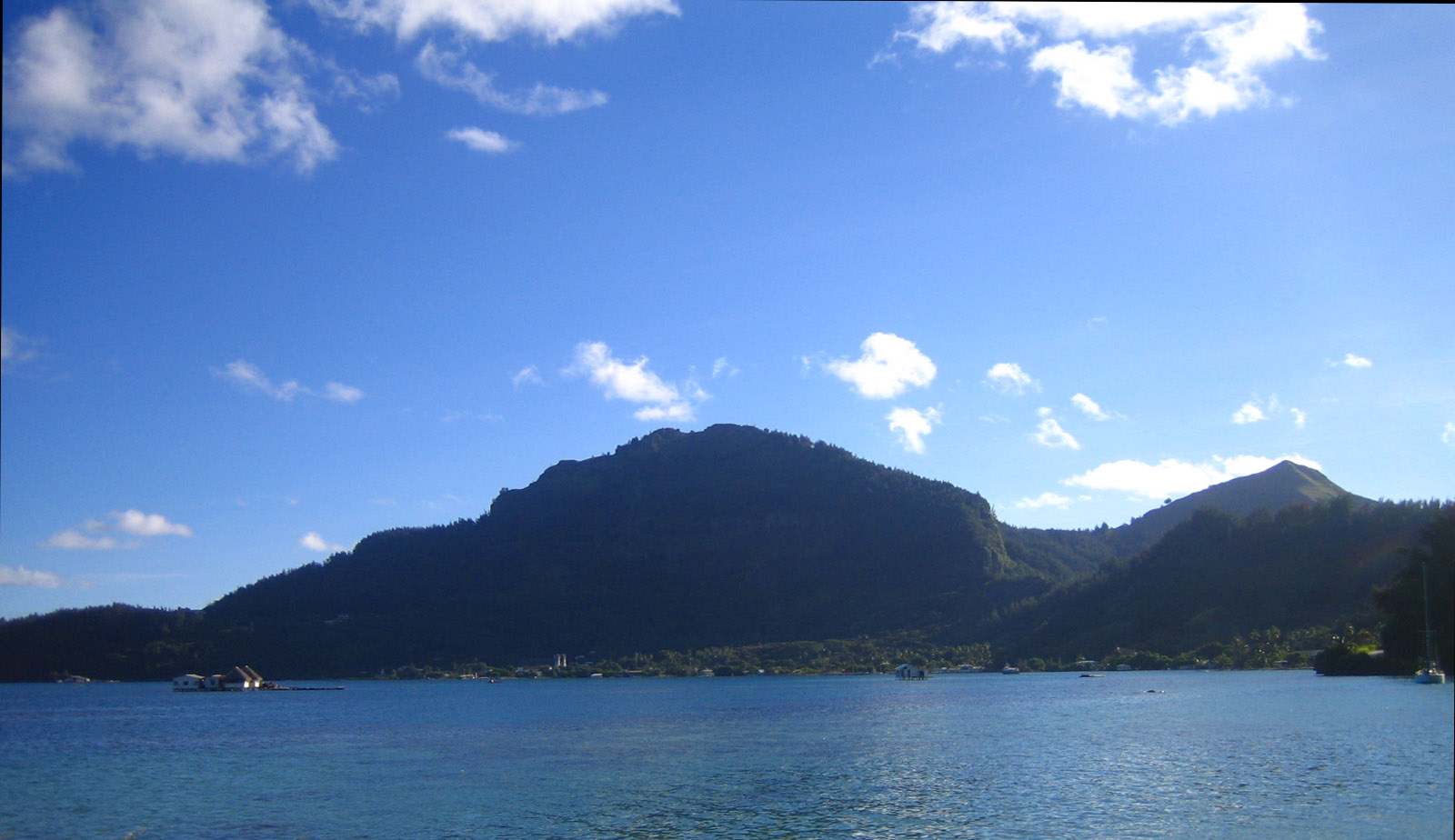
Monte Duff, Islas Gambier

Las islas Gambier tienen un clima marítimo típico, de carácter tropical pero relativamente fresco. Las precipitaciones son relativamente constantes a lo largo del año. Las temperaturas son similares a las de las Islas Australes, con una estación cálida de noviembre a abril y una fría de mayo a octubre. Las temperaturas mínimas y máximas registradas en Gambier (estación meteorológica de Rikitea; station météorologique de Rikitea) son de 13,2 °C (27 de agosto de 1992) y 31,2 °C (23 de enero de 1989).

### Flora y fauna
Las islas volcánicas están cubiertas de una exuberante vegetación tropical. El lado del viento del monte Duff es un pastizal seco.
Las islas de coral del arrecife periférico son pobres en especies debido a la escasa fertilidad del suelo. Aquí prosperan sobre todo los cocoteros (Cocos nucifera), que se utilizan económicamente para una pequeña producción de copra.
La fauna de las islas coralinas, pobre en especies, se limita a aves, insectos y lagartos. La fauna submarina es aún más rica en especies. Todo tipo de peces de coral hacen de la laguna un paraíso para los buceadores.

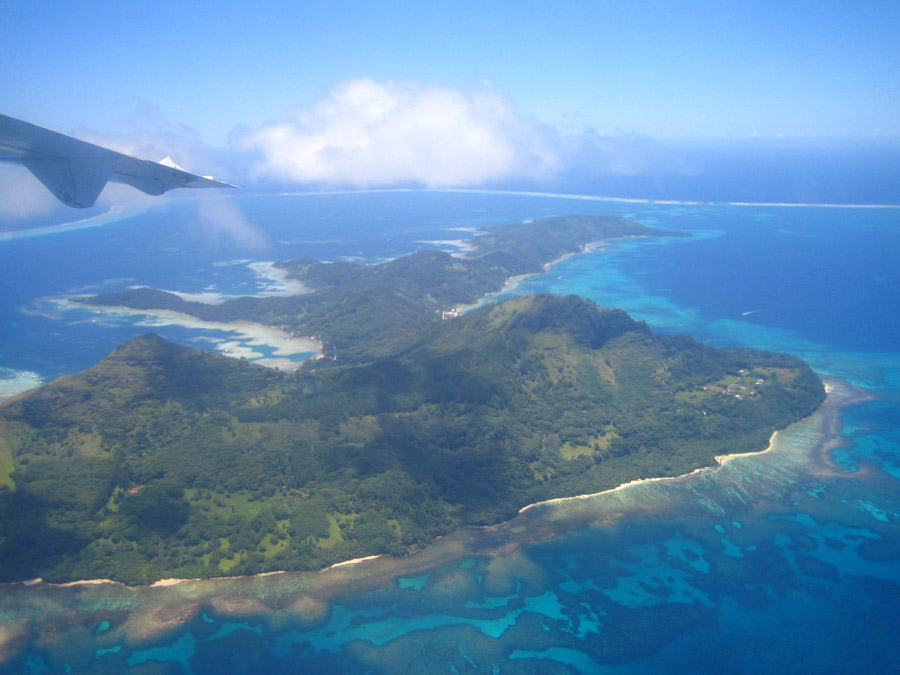
Vista aérea de la Isla de Mangareva, Islas Gambier

### Geología
Las islas Gambier se formaron a partir de un punto caliente bajo la placa del Pacífico, que se desplaza hacia el noroeste a un ritmo de 12,5 cm por año. Forman parte de un atolón que se formó hace entre 5,6 y 5,7 millones de años. La isla central ya se ha hundido parcialmente, de modo que las antiguas partes del borde del cráter aún sobresalen del agua como islas de rocas ígneas. La caldera, hundida desde hace mucho tiempo, aún puede notarse por la posición de las islas en la laguna. 
Todo el grupo se asienta sobre una elevación submarina que se hunde con relativa rapidez en el sur y el este, de modo que el arrecife de borde de 65 km de longitud sólo se eleva por encima de la superficie del agua en tres lados. A partir de ahí, numerosos motus bajos, compuestos de arena coralina y escombros, se elevan justo por encima de la superficie del mar.

## Islas
Se compone de cuatro islas volcánicas, un atolón, y varios islotes.

### Mangareva
Mangareva es la isla principal de Gambier, con la capital Rikitea al pie del Monte Duff a 441 metros de altitud. Es la única isla habitada del archipiélago en la actualidad. La descubrió el inglés James Wilson, que la llamó Peard.
A 45 minutos con barca al noreste, se encuentra el islote Totegegie, de 4 km, donde se encuentra el aeropuerto de las islas.

### Taravai

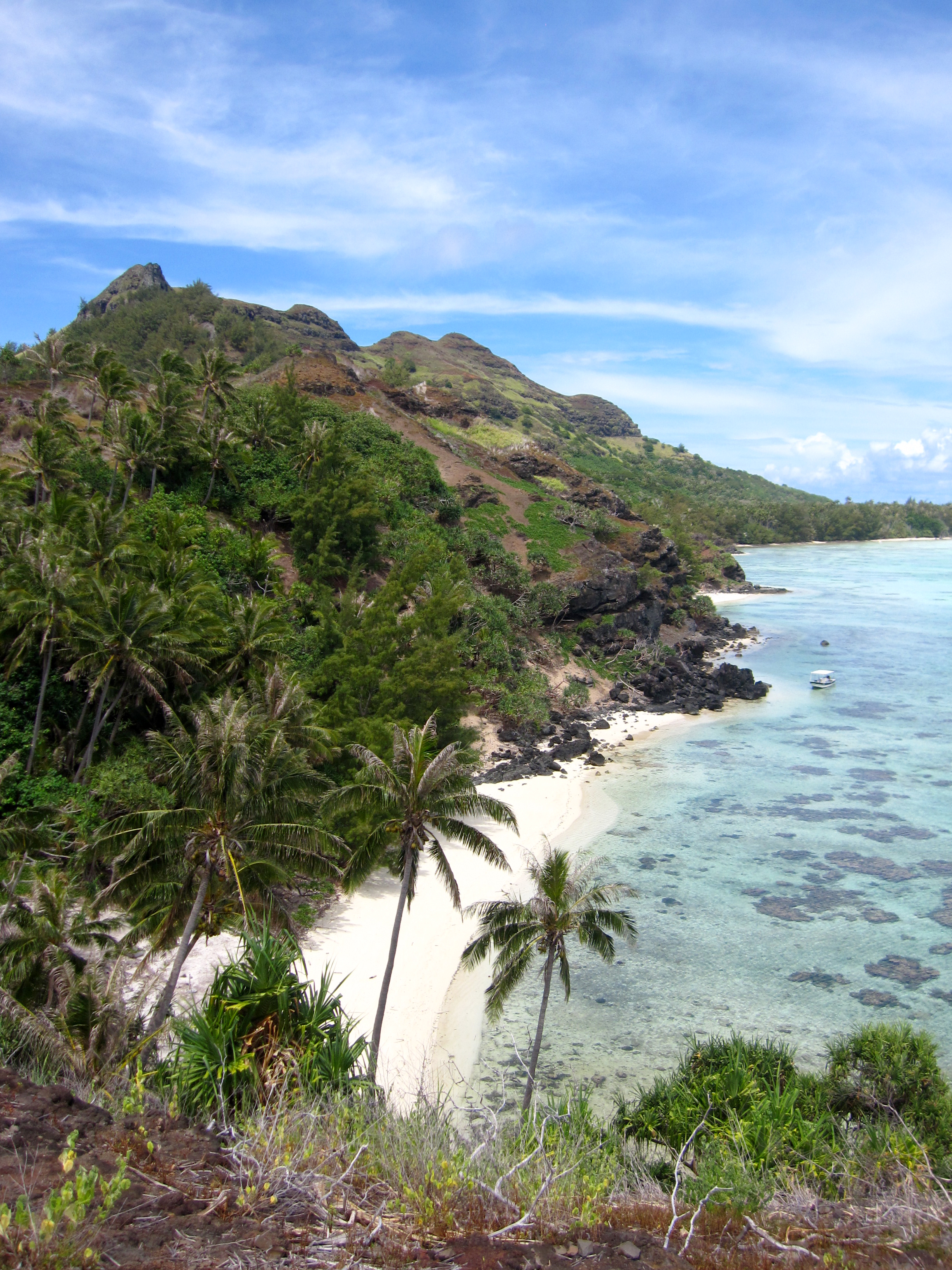
Playas de la Isla de Akamaru, Islas Gambier

Taravai, situada a 1,5 km al suroeste isla de Mangareva, tiene una superficie de 5,3 km² y 256 metros de altitud. Históricamente, también ha recibido el nombre de Belcher. Antiguamente, 2.000 habitantes poblaron la isla, pero en la actualidad está deshabitada, con algún residente esporádico. En ella se encuentran los restos de la iglesia de Sant Gabriel.
Hay varios islotes cerca de la isla: Agakauitai, con una superficie de 0,7 km² y 146 m de altitud, Kamaka, Makupu, Makaroa, y Manui.

### Akamaru
Akamaru tiene una superficie de 2,1 km² y 246 metros de altitud. Se encuentra a 7 km al sureste de la isla de Mangareva. Antiguamente recibió el nombre de Wainwright. En esta isla Laval y Caret celebraron la primera misa. En la actualidad la isla recibe visitas esporádicas por los habitantes de Mangareva para recoger sus naranjas.
En la costa noroeste se encuentra el islote de Mekiro.

### Aukena
Aukena se sitúa a mitad de camino entre Mangareva y Akamaru. Tiene 1,5 km², y antiguamente recibió el nombre de Elson. En esta isla se construyó la primera iglesia, la de San Rafael, y un colegio. Tiene una espléndida playa de arena blanca.

### Temoe
Temoe, también llamada Timoe, es un atolón situado a 50 km al sureste de Mangareva. Antiguamente recibió el nombre de Crescent. Se encuentra un templo polinesio relacionado con las islas Marquesas. En el año 1838 los misioneros tuvieron que trasladar toda la población a Mangareva para hacer los trabajos de construcciones de monumentos.

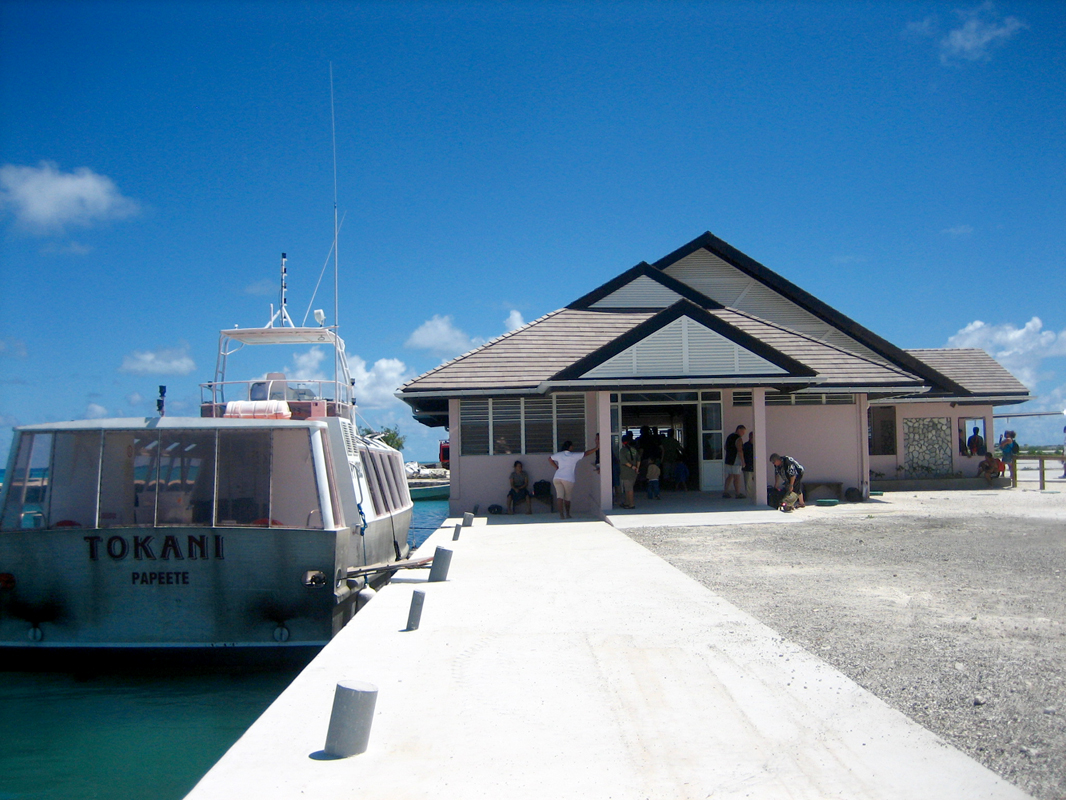
Aeropuerto de Totegegie, Islas Gambier

## Economía
En la actualidad, se cultiva la ostra perlífera en las numerosas granjas de perlas de las lagunas de Gambier, cuyas aguas relativamente frías permiten la producción de perlas de calidad. Hay 129 explotaciones, entre ellas catorce empresas. En los últimos años, aunque alejado de los grandes núcleos de población de la Polinesia Francesa, el archipiélago ha visto aumentar su población gracias a la cría de perlas y la explotación del nácar.
En cuanto al turismo, el archipiélago de Gambier es uno de los menos visitados de la Polinesia Francesa. La lejanía de Tahití y el precio del billete de avión para llegar hasta allí son en gran parte responsables de ello, pero las islas tienen potencial debido a su clima, su entorno y su pasado histórico único. Unos cuantos veleros hacen escala en la bahía de Rikitea y los turistas que desean visitar las británicas islas Pitcairn pasan por Mangareva como base.
La producción local de las islas Gambier se limita a unos pocos sectores productivos, como la agricultura y la pesca de subsistencia, y la mayoría de los bienes de consumo se transportan mediante un servicio de carga operado por dos goletas, que rotan cada tres semanas.
Los habitantes son autosuficientes. Cultivan ñame, taro y fruta del pan, así como todo tipo de frutas tropicales y, en menor medida, café para la exportación.

## Política y gobierno

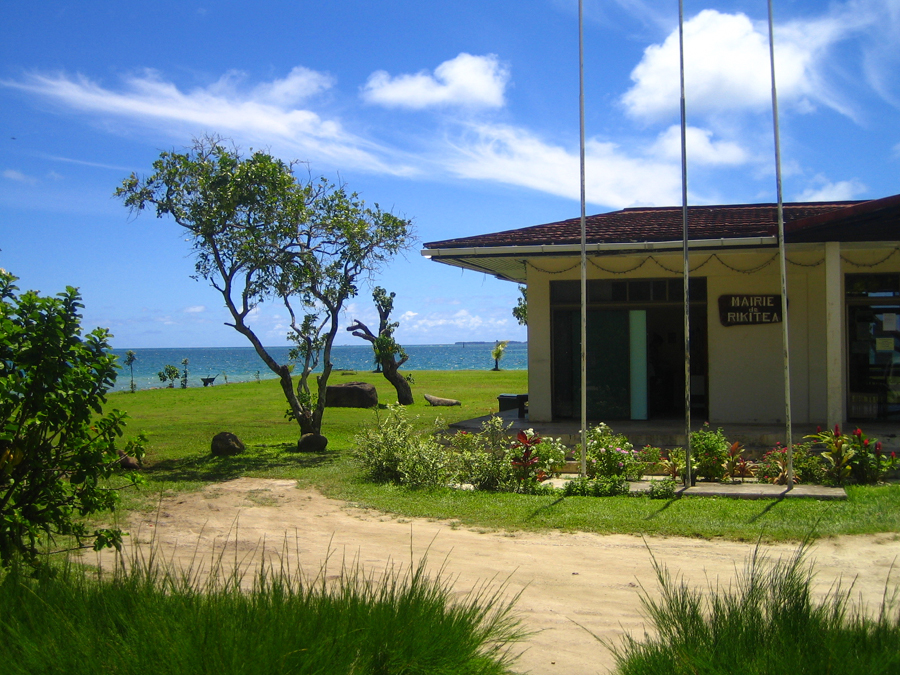
Sede del Ayuntamiento o Alcaldía de Rikitea

Políticamente, las islas Gambier pertenecen a la Polinesia Francesa. Forman uno de los 17 municipios (Commune des Gambier) administrados por una subdivisión (Subdivision administrative des Tuamotu-Gambier) del Alto Comisariado de la Polinesia Francesa (Haut-commissariat de la République en Polynésie française) en Papeete, en Tahití. Además de las islas Gambier en sentido geográfico (es decir, incluyendo los atolones de Gambier y Temoe), los siguientes atolones del sureste del archipiélago de las Tuamotu pertenecen al municipio de Gambier:
- Atolón de Maturei Vavao
- Atolón de Tenararo
- Atolón de Tenarunga (o Tenania)
- Atolón de Vahanga
- Atolón de María
- Atolón Marutea Sud
- Atolón de Morane

El municipio de Gambier tenía una población total de 1.421 habitantes según datos de 2012, con una densidad de población de 43 e-h/km²
El idioma oficial es el francés. La moneda es (todavía) el franco CFP, que está vinculada al euro. El presupuesto administrativo de las Islas Gambier está subvencionado en gran medida con fondos de Francia y la Unión Europea.
La isla principal es Mangareva, en la que, sin embargo, sólo se encuentra la sede de la administración local.

## Religión

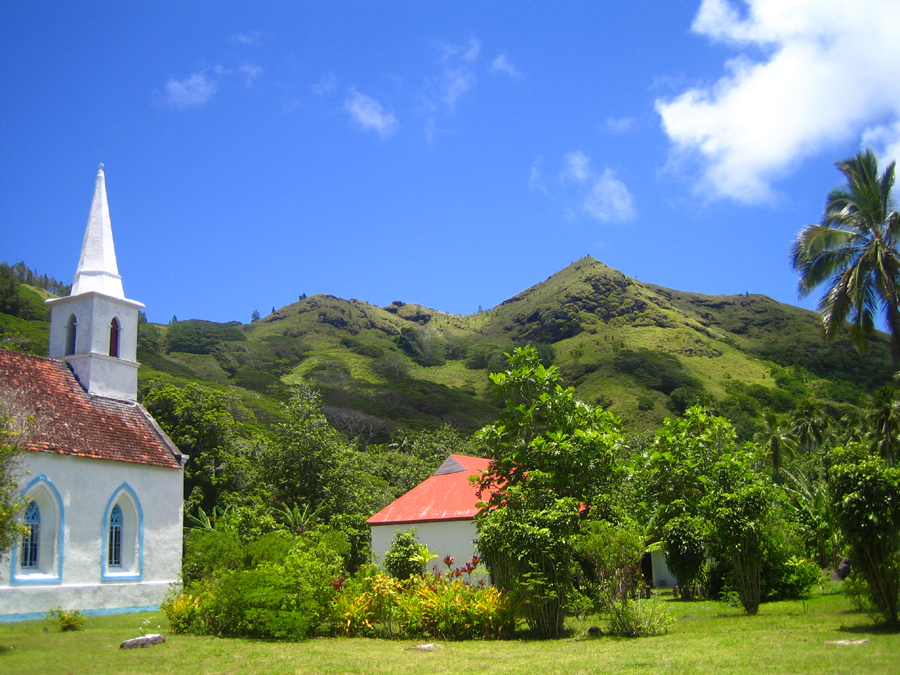
Iglesia de San Gabriel en Taravai

La mayor parte de la población de las islas Gambier sigue al cristianismo, en su mayoría (90%) a la Iglesia católica y a diversos grupos protestantes, esto es un legado de la actividad misionera que se inició con la llegada de los Europeos a la región. Según datos de 1991 entre el 5 y 6% de la población pertenecía a un grupo cristiano protestante.
Recientemente restaurada tras años de cierre, la antigua catedral de San Miguel de Mangareva, en el archipiélago de Gambier, es testigo de la época en que los primeros misioneros católicos se instalaron allí en el siglo XIX. Es un edificio protegido como monumento histórico de Francia. La estructura es considerada uno de los centros del catolicismo en Polinesia.
La actividad de la Iglesia católica fue impulsada por el trabajo Misionero de la Congregación de los Sagrados Corazones de Jesús y María de Picpus. Los misionero católicos convirtieron rápidamente a casi toda la población. Construyeron muchos edificios religiosos e hicieron destruir los marae, los lugares de culto de los antiguos dioses locales.
En la actualidad la iglesia católica administra 6 edificios en la región la Iglesia de San Gabriel en Agonoko, Taravai (Église de Saint-Gabriel), la Iglesia de Nuestra señora de la Paz en Akamaru (Église de Notre-Dame-de-Paix), la Iglesia de San Rafael en Aukena (Église de Saint-Raphaël), la Iglesia de San José de Taku en Mangareva (Église de Saint-Joseph-de-Taku), la Iglesia de San José en Marutea (Église de Saint-Joseph), y la antes mencionada Antigua Catedral de San Miguel en Rikitea (Ancienne cathédrale Saint-Michel) (catedral de Oceanía Oriental entre 1833 y 1848)

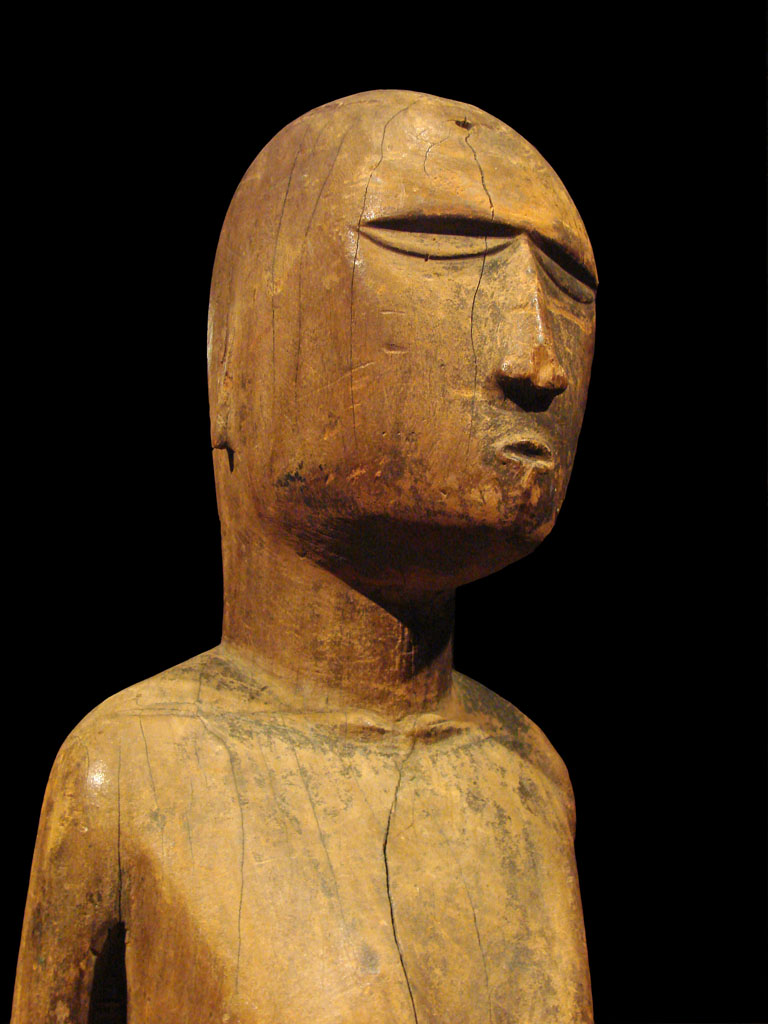
Efigie de una antigua deidad (Ro'go), Isla de Mangareva, Archipiélago Gambier

## Cultura
Se sabe poco sobre el arte y la cultura de las islas Gambier antes de la influencia de los europeos. Los estudios etnológicos sobre una base científica no pudieron llevarse a cabo porque las obras de arte fueron eliminadas casi por completo por los colonizadores en muy poco tiempo. El padre Laval, por su parte, afirmó haber quemado 40 ídolos de madera en un solo día. La escasa información que ha sobrevivido sobre la religión y el culto de las islas Gambier procede principalmente de las cartas escritas por los misioneros a sus superiores religiosos.

"Una cabaña de paja de veinte pies de largo, diez de ancho y siete de alto contenía los ídolos. Delante de la estructura había un espacio de seis metros cuadrados pavimentado con bloques de coral labrados y bordeado con bordillos. En el interior de la cabaña había un límite de un metro de altura en toda su longitud, en cuyo centro se encontraba un ídolo de un metro de altura finamente tallado y pulido. Las cejas, pero no los ojos en sí, estaban moldeados y, por la forma en que estaba tallada la figura, se podía deducir que no se había tenido en cuenta la anatomía humana. El ídolo estaba colocado en posición vertical con sus extremidades pegadas a la pared de la cabaña. La cabeza y los lomos se ataban con un trozo de tela blanca y los pies se metían en una calabaza llena de agua. Junto al ídolo había varios remos, esteras, rollos de cuerda y prendas de vestir, obviamente regalos para la deidad. A cada lado del ídolo había soportes tallados de tres brazos en los que se presentaban diversos objetos, como cáscaras de coco decoradas y trozos de bambú, posiblemente destinados a representar instrumentos musicales".

Sólo quedan en el mundo ocho artefactos del periodo preeuropeo de las Islas Gambier, entre ellos una deidad tallada del tipo que Beechey describe en el texto anterior en el Museo Nacional de Artes de África y Oceanía de París. La figura de madera, de cerca de un metro de altura y sólo remotamente humana, representa al dios Rao, supuestamente el "dios de la inequidad" según la descripción del padre Caret, la tercera deidad más importante del panteón de Mangareva.
En el Musée de l'Homme de París se expone un soporte de cuatro brazos, como el descrito en el fragmento de texto anterior. Otra estatua naturalista, de aproximadamente un metro de altura, en el Museo Metropolitano de Arte de Nueva York, se cree que representa al dios Rogo, el sexto hijo de Tagaroa y Haumea, los míticos fundadores de Mangareva. Rogo era la antigua deidad de la paz y la hospitalidad y se revelaba como un arcoíris. Su culto estaba asociado al cultivo de la cúrcuma.